# バンク・オブ・アメリカ・メリルリンチ
バンク・オブ・アメリカ・メリルリンチ (Bank of America Merrill Lynch) は、バンク・オブ・アメリカ・コーポレーションのグローバル・バンキング業務およびグローバル・マーケット業務のためのマーケティング上の名称。業務は、M&A、株式や債権資本市場、融資、株式売買、リスクマネジメント、市場調査、流動性および支払いの管理など多岐にわたる。2009年1月にバンク・オブ・アメリカがメリルリンチを買収したのを受けて、両者の企業向け業務と投資銀行業務を統合して設立された。

## 沿革
2009年1月1日にバンク・オブ・アメリカはメリルリンチの買収を完了した。バンク・オブ・アメリカは、同年9月に、傘下のすべての企業向け業務と投資銀行業務をリブランディングして「バンク・オブ・アメリカ・メリルリンチ」に統一した。
2010年4月、バンク・オブ・アメリカ・メリルリンチはクリスチャン・メイスナー (Christian Meissner) をヨーロッパ、中東、アフリカにおける投資銀行業務の代表者に任命した。
2011年4月、バンク・オブ・アメリカ・メリルリンチは、企業向け業務と投資銀行業務を一部門に統合した
2013年10月、バンク・オブ・アメリカ・メリルリンチは、雑誌『The Banker』による2013年の投資銀行賞 (Investment Banking Awards) において「最も革新的な投資銀行 (the Most Innovative Investment Bank of the Year)」に選ばれた。

## オペレーション
バンク・オブ・アメリカ・メリルリンチは、地理的な部門分けによって、アジア太平洋、ヨーロッパ・中東・アフリカ、ラテンアメリカ、アメリカ合衆国とカナダの4つに分割されている。

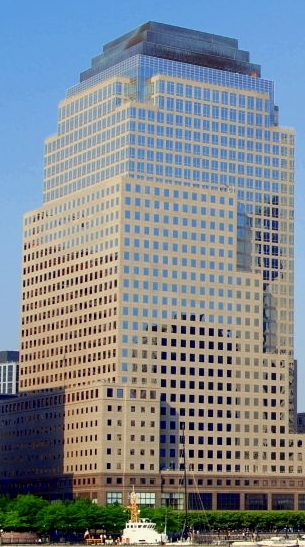
バンク・オブ・アメリカ・メリルリンチのオフィスが入居している、ニューヨーク市の250 Vesey Street（旧 Four World Financial Center）。

## 市場占拠率
バンク・オブ・アメリカ・メリルリンチは、2010年には全世界の投資銀行中最高の収益を上げ、世界市場の6.8%を占めていた。この年は特に、レバレッジ・ローンと資産担保証券においては、世界最大の収益であった。
2011年にも、バンク・オブ・アメリカ・メリルリンチは、JPモルガン・チェースに次いで世界第2位の収益を上げ、世界市場の7.4%を占めた